# Gribanovskij rajon
Il Gribanovskij rajon (in russo Грибановский район?) è un rajon dell'Oblast' di Voronež, in Russia; il capoluogo è Gribanovskij. Istituito nel 1935, ricopre una superficie di 2.090 km².